# Sofia Corban
Sofia Corban (1º agosto 1956) è un'ex canottiera romena.

## Palmarès

### Olimpiadi
- 1 medaglia:
  - 1 oro (Los Angeles 1984 nel quattro di coppia)

### Mondiali
- 3 medaglie:
  - 3 bronzi (Bled 1979 nel quattro di coppia; Monaco di Baviera 1981 nel quattro di coppia; Lucerna 1982 nel quattro di coppia)